# Joachimstraße 6/8 (Bonn)

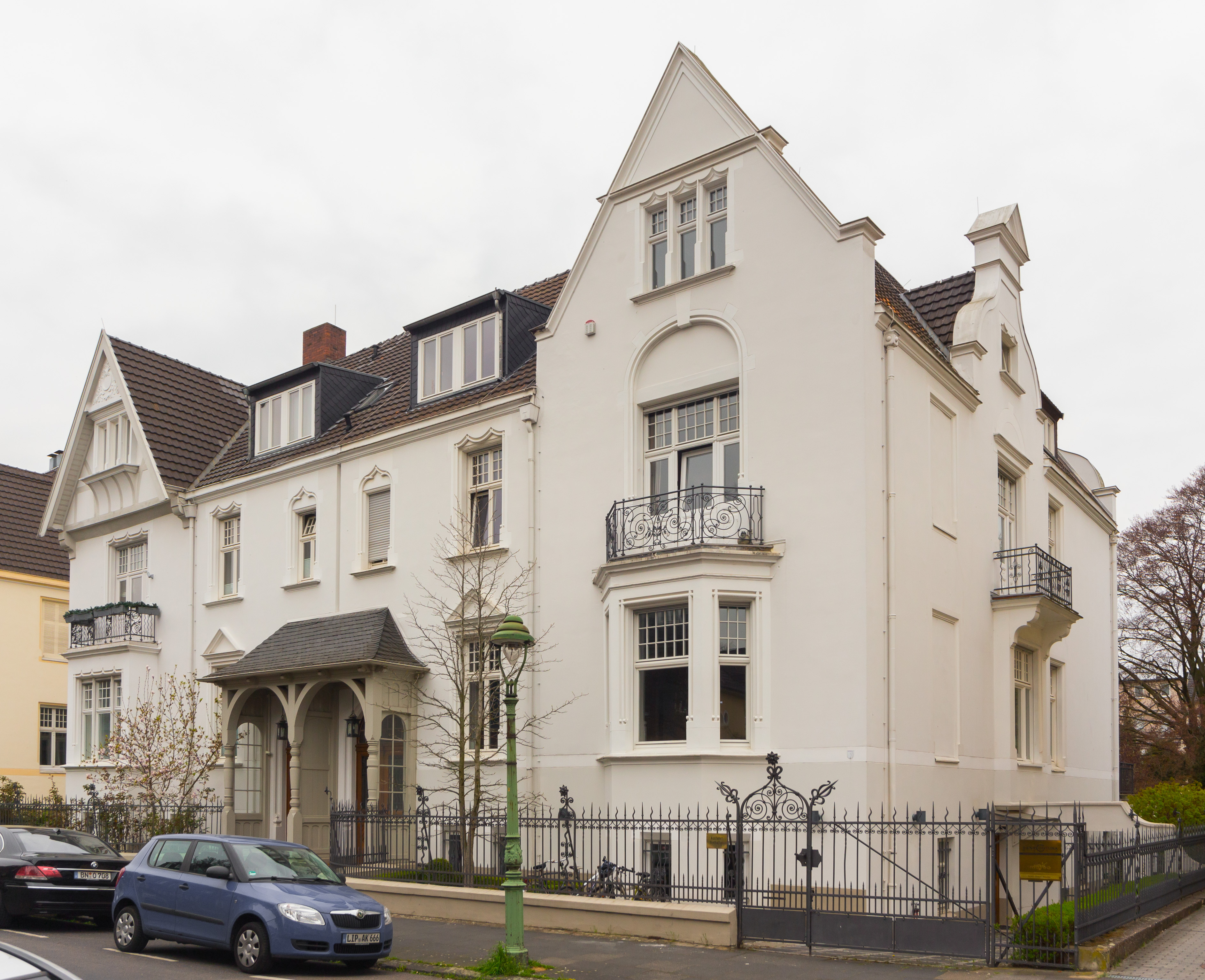
Doppelvilla Joachimstraße 6/8 (2013)

Das Gebäude Joachimstraße 6/8 ist eine Doppelvilla im Bonner Ortsteil Gronau, die 1897 errichtet wurde. Sie liegt knapp 100 m westlich der Adenauerallee (Bundesstraße 9) am Rande der Südstadt. Die Villa steht seit 1988 als Baudenkmal unter Denkmalschutz.

## Geschichte

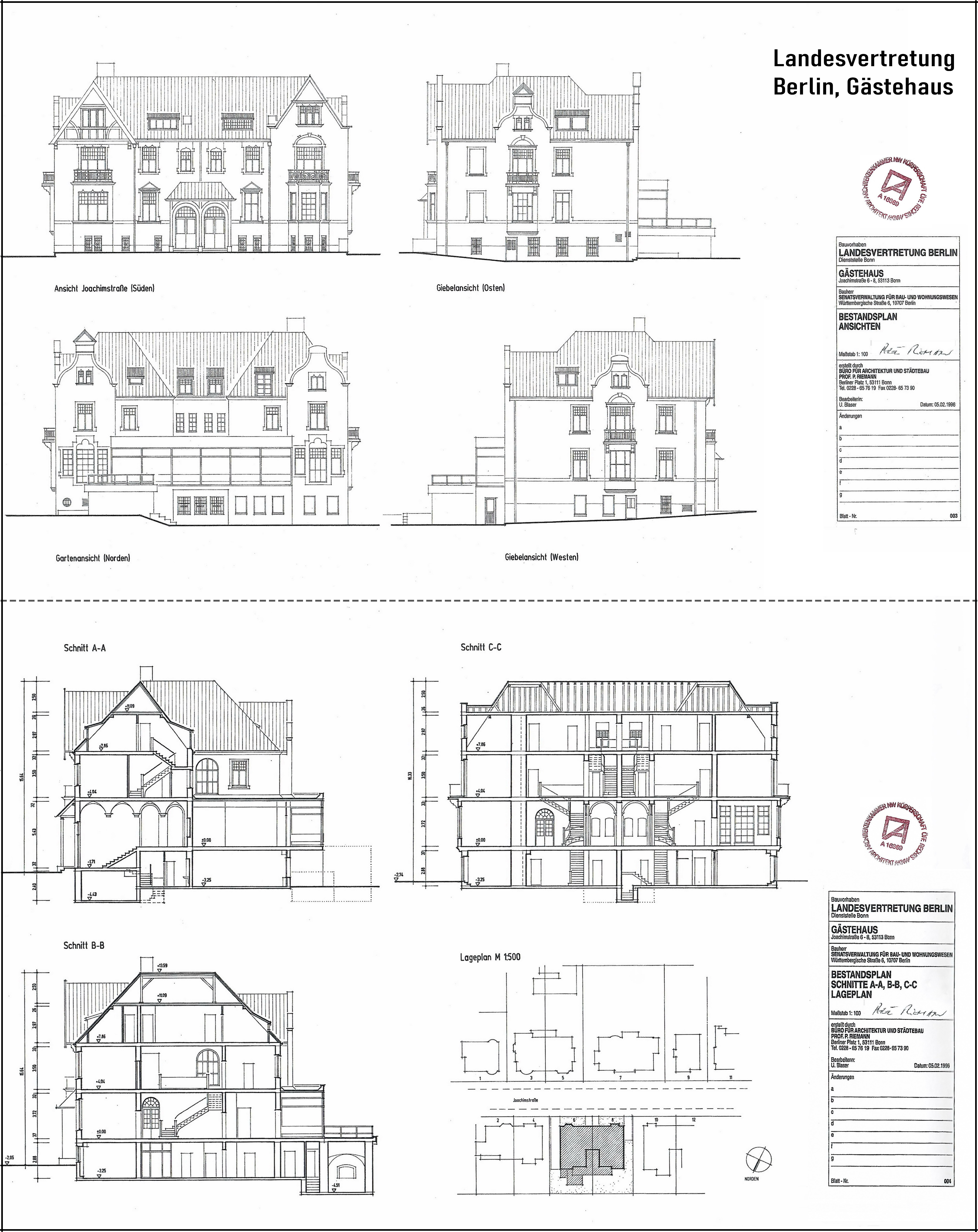
Bonn, ehemalige Landesvertretung Berlin, Gästehaus, Ansichten und Schnitte, Bauaufnahme Büro Riemann, 1996

Die Doppelvilla entstand nach einem Entwurf aus dem Architekturbüro Kayser & von Großheim. Sie erhielt eine Putzfassade mit teilweise neogotischen Formen. 1939 wurde in dem Haus Joachimstraße 6 ein Luftschutzkeller eingebaut, kurz darauf eine Veranda angefügt.
Nach dem Zweiten Weltkrieg diente die im Besitz der Firma Dynamit Nobel befindliche Halbvilla (Joachimstraße 6) als vorübergehender Sitz des Rektorats der Universität Bonn, deren Hauptgebäude (das Kurfürstliche Schloss) zerstört worden war. Für diesen Zweck wurde das Anwesen 1949 vom Land Nordrhein-Westfalen erworben. Zu dieser Zeit hatte das Land Berlin diese Halbvilla bereits als Gästehaus ihrer Landesvertretung bei den Bundesinstitutionen vorgesehen, die nach der Bestimmung Bonns zum Regierungssitz der Bundesrepublik Deutschland dort ihre Arbeit aufnahmen. Die Stadtverwaltung setzte sich beim Land Berlin dafür ein, den im Erdgeschoss ansässigen Universitätsrektor nicht zur Räumung des Gebäudes zu veranlassen, bis das Kurfürstliche Schloss wiederhergestellt war. Nach einer entsprechenden Intervention des Regierenden Bürgermeisters Ernst Reuter musste der Rektor im Frühjahr 1950 aus der Villa ausziehen, sodass die Landesvertretung auch diese Räume belegen konnte. Auch das Dachgeschoss des Gebäudes wurde seinerzeit ausgebaut.
Mitte der 1950er-Jahre, spätestens 1959, erwarb das Land Berlin die Halbvilla Joachimstraße 6. Nachdem Berlin ab 1960 die gegenüberliegende Villa Joachimstraße 7 als Verwaltungsgebäude genutzt hatte, diente sie weiter als Gästehaus Berlins. 1965 ging auch die andere Doppelhaushälfte (Joachimstraße 8) in den Besitz des Landes über. Beide wurden 1967 durch drei Maueröffnungen miteinander verbunden. Die Landesvertretung verfügte in der Villa über eine Bürofläche von 921 m² bei einer Grundstücksfläche von 1171 m², acht Gästezimmer und zwei Apartments (davon eines für den Regierenden Bürgermeister). Das Gästehaus war auch Stätte zahlreicher Veranstaltungen und Ausstellungen. Im Keller des Hauses wurde eine „Berlin-Kneipe“ betrieben, die als politischer Treffpunkt diente. 1987 wurde in dem einstigen, über einen Gang mit der Kneipe verbundenen Luftschutzkeller die künstlerisch ausgestaltete „Kreuzberger Weinstube“ eingerichtet. Die Eintragung der Doppelvilla in die Denkmalliste der Stadt Bonn erfolgte im Januar 1988.
Im Zuge der Verlegung des Parlaments- und Regierungssitzes zog die Landesvertretung Berlins 2000 in die Bundeshauptstadt um. Das bisherige Gästehaus wurde Ende 2001 für 2,6 Millionen D-Mark verkauft, wobei die Stadt aufgrund der Lage in der als Wohngebiet ausgewiesenen Joachimstraße als Auflage eine Nutzung als Bürogebäude untersagte.